# Polje (Derventa)
Polje (szerbül: Поље), település Bosznia-Hercegovinában, Derventa községben, a Szerb Köztársaság északi régiójában. 

## Fekvése
A település Bosznia-Hercegovina északi részén, Dobojtól légvonalban 30, közúton 42 km-re északra, községközpontjától légvonalban és közúton 3 km-re keletre, az Ukrina jobb partján, 113-135 méteres magasságban fekszik. A település mára már ősszeépült, a nyugatra fekvő községközpontjával, Derventával, melytől csak a Rijeka-patak választja el.

## Népessége
| Nemzetiségi csoport | Népesség 1991 | Népesség 2013 |
| ------------------- | ------------- | ------------- |
| Szerb               | 307           | 338           |
| Bosnyák             | 5             | 1             |
| Horvát              | 750           | 10            |
| Jugoszláv           | 45            | 2             |
| Egyéb               | 17            | 24            |
| Összesen            | 1124          | 375           |

## Története
A területén talált régészeti leletek tanúsága szerint ez a vidék már a neolitikumban is lakott volt. A település római kori előzményéről a határában mintegy egy hektáron elterülő római építőanyagok maradványai tanúskodnak.
A vegyes lakosságú település, 1878-ig tartozott az Oszmán Birodalomhoz. Ekkor a berlini kongresszus határozata alapján az Osztrák-Magyar Monarchia része lett. 1879-ben az első osztrák-magyar népszámlálás során a Derventi járáshoz tartozó településnek 54 háztartása és 351 muszlim lakosa volt. 1910-ben a Derventai járáshoz tartozó településen 90 háztartást, 309 római katolikus, 239 ortodox és 5 görög katolikus lakost találtak. A monarchia szétesésével 1918-ban előbb a Szerb-Horvát-Szlovén Királyság, majd 1929-től a Jugoszláv Királyság része lett. 1921-ben a Derventai járáshoz tartozó településnek 689 lakosa volt, közülük 389 római katolikus, 282 ortodox és 18 görög katolikus volt. Az 1929-es törvény értelmében, amikor Bosznia-Hercegovinát négy banovinára, Drinskára, Vrbaskára, Zetskára és Primorskára osztották, a település a Vrbaska banovina (Orbászi bánság) része lett, amelynek székhelye Banja Luka volt. 1939-ben a közigazgatás átszervezésével a Hrvatska banovina (Horvát Bánság) része lett.
A második világháborúban Jugoszlávia megszállása után a Független Horvát Állam (NDH) része lett. A második világháború után 1992-ig a település a szocialista Jugoszlávia keretében a Bosznia-Hercegovinai Népköztársaság része volt. A boszniai háború idején 1992-ben a falu katolikus kápolnáját a szerb erők lerombolták. A boszniai háborút lezáró daytoni békeszerződés rendelkezése alapján az ország területét felosztották a Bosznia-hercegovinai Föderáció és a boszniai Szerb Köztársaság között. A békeszerződés utáni területmegosztási megállapodás értelmében a település Derventa község részeként a Boszniai Szerb Köztársasághoz került.

## Nevezetességei
- Szent Demeter tiszteletére szentelt ortodox temploma. Építése 2008-ban kezdődött a derventai „Poljoprivrednik” vállalat által a templomnak adományozott telken, az alapokat pedig Vaszilje, Zvornik-Tuzla akkori püspöke szentelte fel 2009. május 10-én. A templomot Zvornik-Tuzla püspöke, Hrizostom szentelte fel 2017. április 30-án.[9]

- Polje – római település maradványai. A Száva völgye feletti enyhén lapos dombon, mintegy egy hektárnyi területen római kori építőanyagok, többnyite téglák töredékei találhatók.[5]

- Popovac – őskori település maradványai. A Derventáról Bosanski Bródra menő úttól 100 méterre délre, a Popovac forrása közelében őskori kerámiatöredékek találhatók. Találtak itt néhány csiszolt kőből készített szekercét is. A leletek korát az újkőkoszakra tették.[5]

- A falu római katolikus kápolnáját 1992-ben szerb szélsőségesek lerombolták.[10]